# Avenue Victor-Hugo (Paris)
Pour les articles homonymes, voir Avenue Victor-Hugo.
L'avenue Victor-Hugo est une avenue du 16e arrondissement de Paris.

## Situation et accès

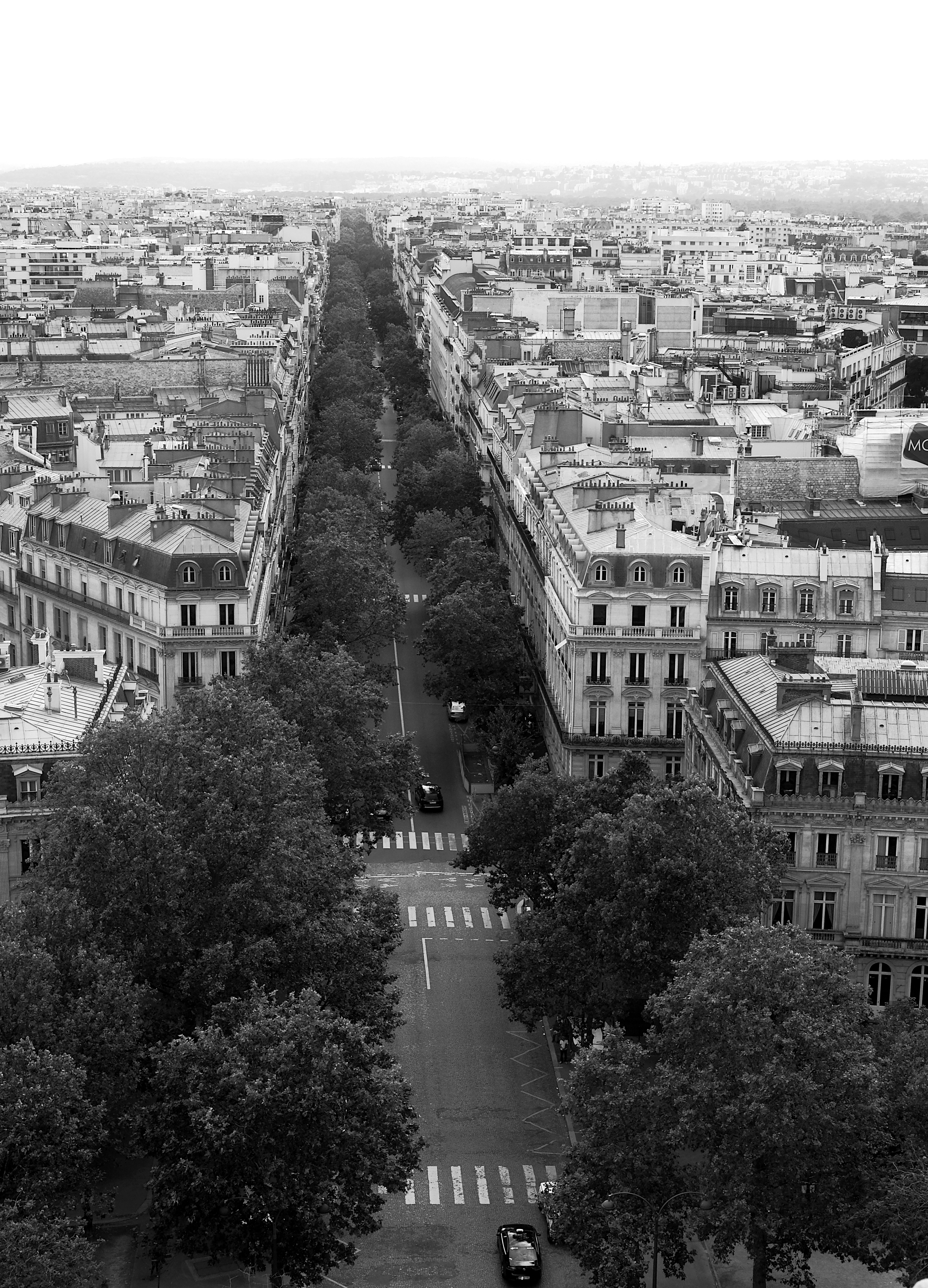
Avenue Victor-Hugo vue depuis l'Arc de Triomphe.

Elle commence place Charles-de-Gaulle et se termine place Tattegrain (avenue Henri-Martin). C'est l'une des douze avenues partant de la place de l'Étoile et la plus longue après l'avenue des Champs-Élysées ; elle est située entre l'avenue Foch et l'avenue Kléber, sur la colline de Chaillot.
Traversant tout le nord du très chic 16e arrondissement sur près de deux kilomètres, de la place de l'Étoile à l'avenue Henri-Martin, à proximité de la porte de la Muette, c'est une des avenues parisiennes les plus prestigieuses.
La station de métro Victor Hugo, sur la ligne 2, se situe au milieu de l'avenue.

## Origine du nom
Elle porte le nom du poète, dramaturge, écrivain et homme politique français Victor Hugo (1802-1885) qui y a habité. Elle porte son nom depuis 1881.

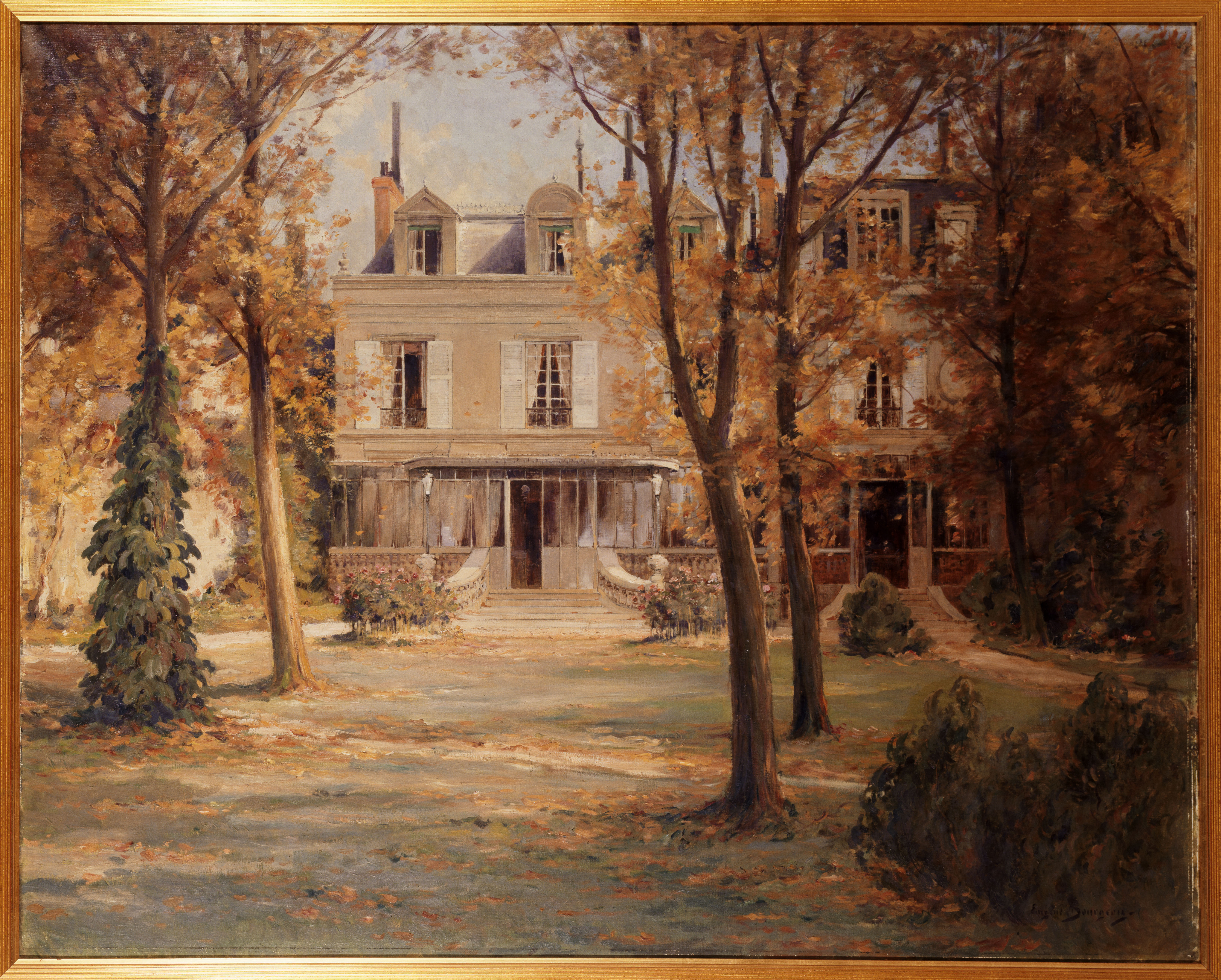
La maison de Victor Hugo par Eugène Bourgeois.
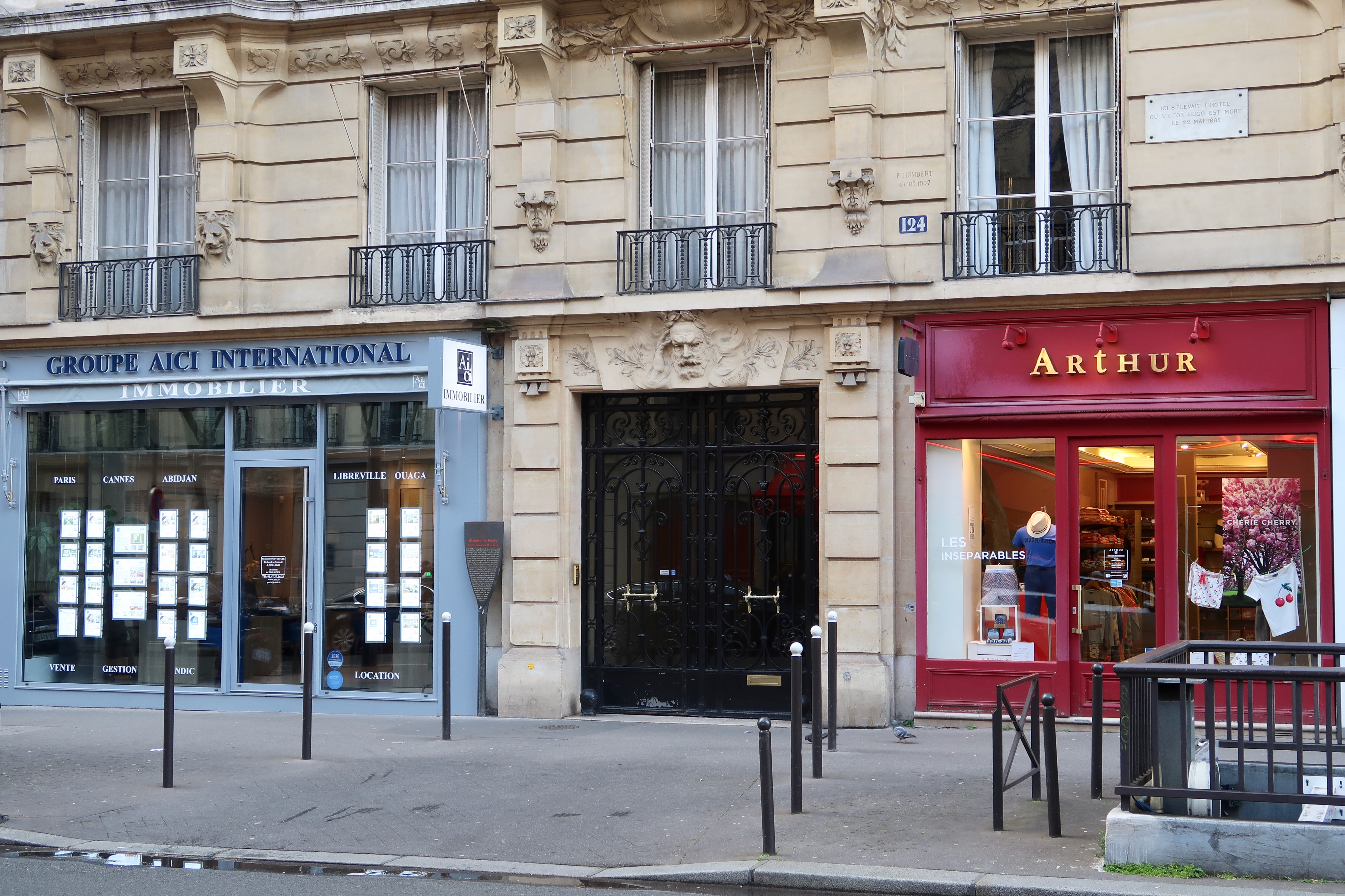
Au no 124, l'immeuble construit par Pierre Humbert à la place de l'ancien hôtel particulier de Victor Hugo.

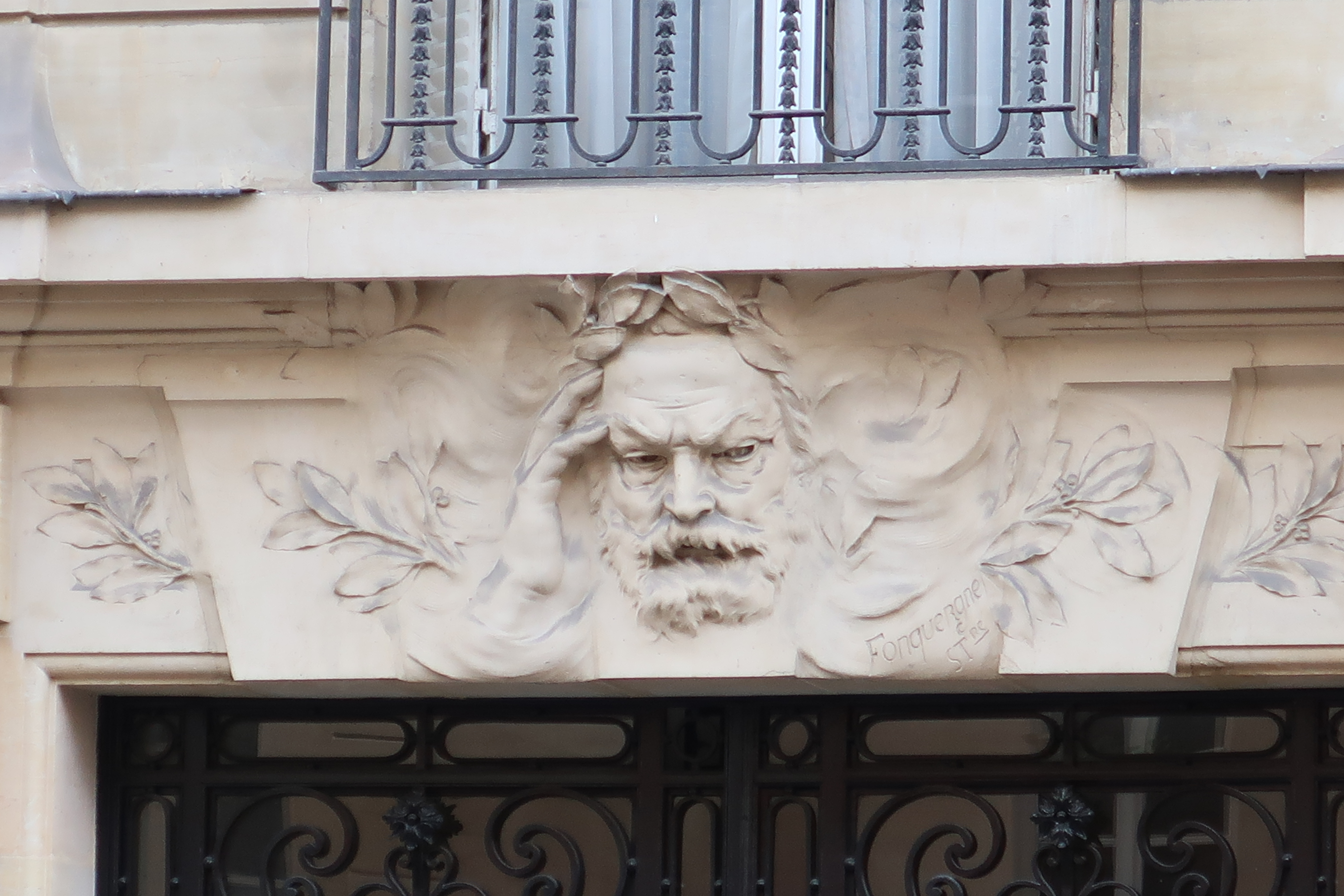
Détail du bas-relief par Fonquergne, inspiré d'une photographie de l'écrivain.
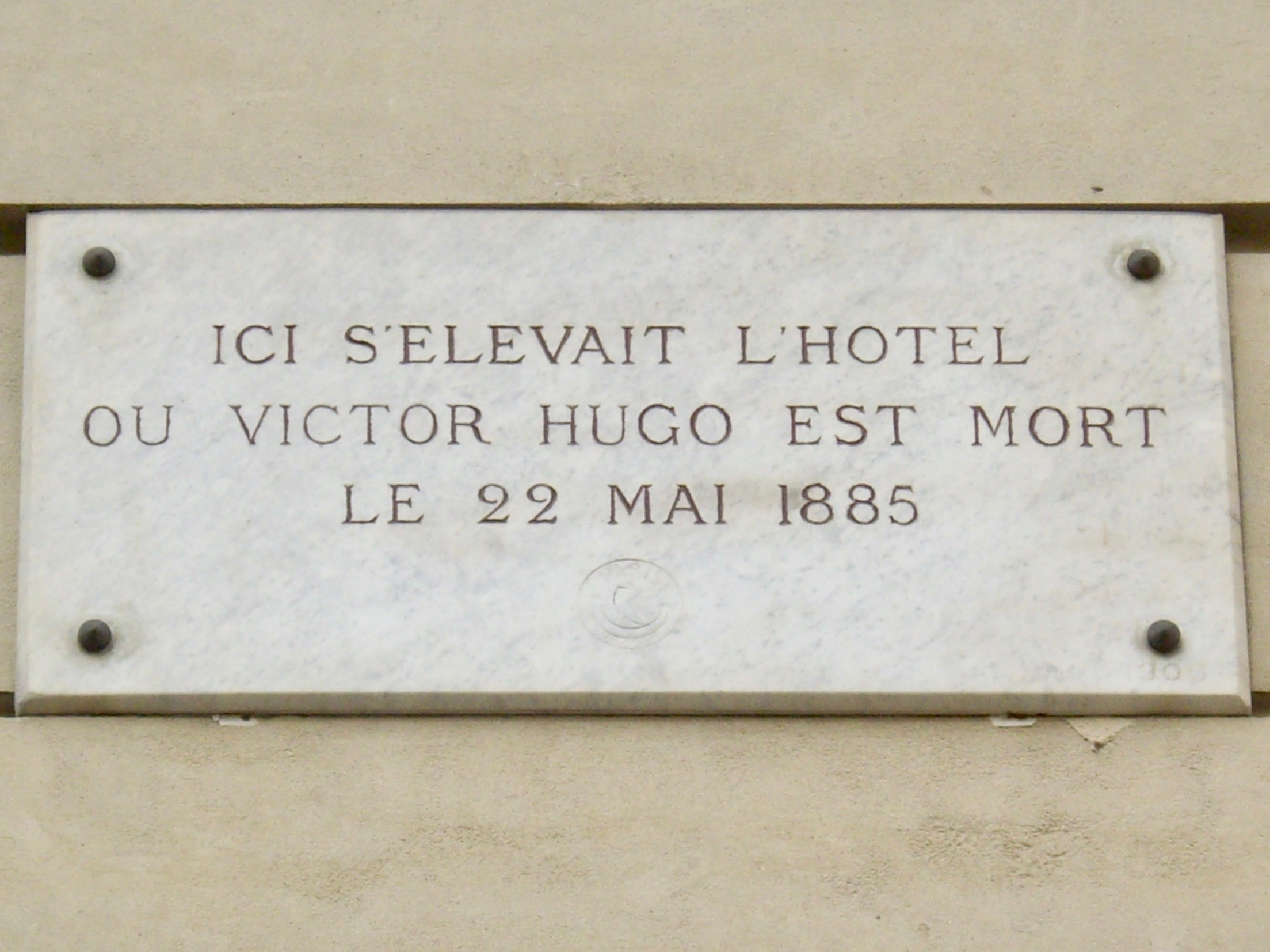
Plaque au no 124.

## Historique
Cette voie est tracée en 1826 dans l'ancienne commune de Passy par la Société des terrains de la plaine de Passy, qui lotit le territoire rural situé entre l'avenue de Neuilly (actuelle avenue de la Grande-Armée) au nord, la rue de Longchamp au sud, l'ancienne faisanderie du parc de la Muette à l'ouest (actuellement rue Spontini et rue Pergolèse) à l'ouest et le mur des Fermiers généraux limitant la ville de Paris (emplacement de l'actuelle avenue Kléber).
L'avenue est une ligne droite entre la barrière de l'Étoile de ce mur d'octroi et la limite nord du parc du château de la Muette, actuelle porte de la Muette. Elle est, avec les actuelles avenue de Malakoff et Raymond-Poincaré dans son prolongement, l'un des deux axes principaux tracés par cette société, se croisant sur une place centrale, l'actuelle place Victor-Hugo.
L'avenue Victor-Hugo, comme l'ensemble du quartier de la plaine de Passy, ne se construisit pour l'essentiel qu'à partir des années 1850, à la suite de l'ouverture en 1854 de l'avenue de l'Impératrice, actuelle avenue Foch, et de la ligne d'Auteuil, ce qu'attestent les plans du  milieu du siècle figurant un espace non bâti.
Elle faisait partie de la route départementale numéro 64.

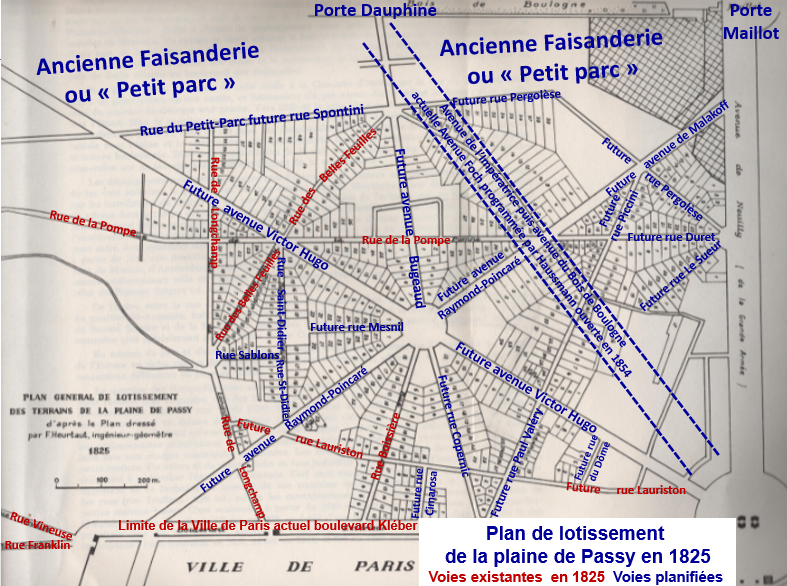
Plan de lotissement de la plaine de Passy de 1825.
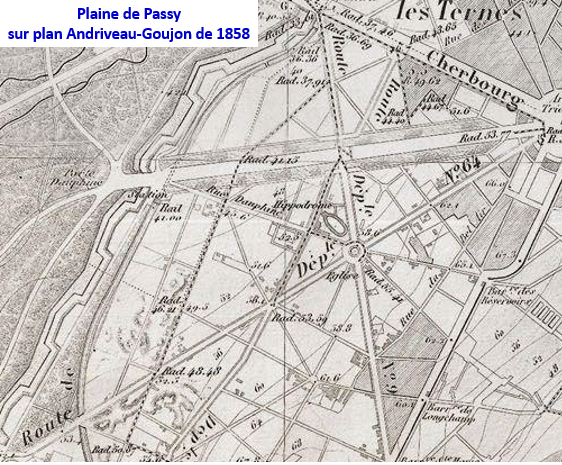
Plaine de Passy en 1858.
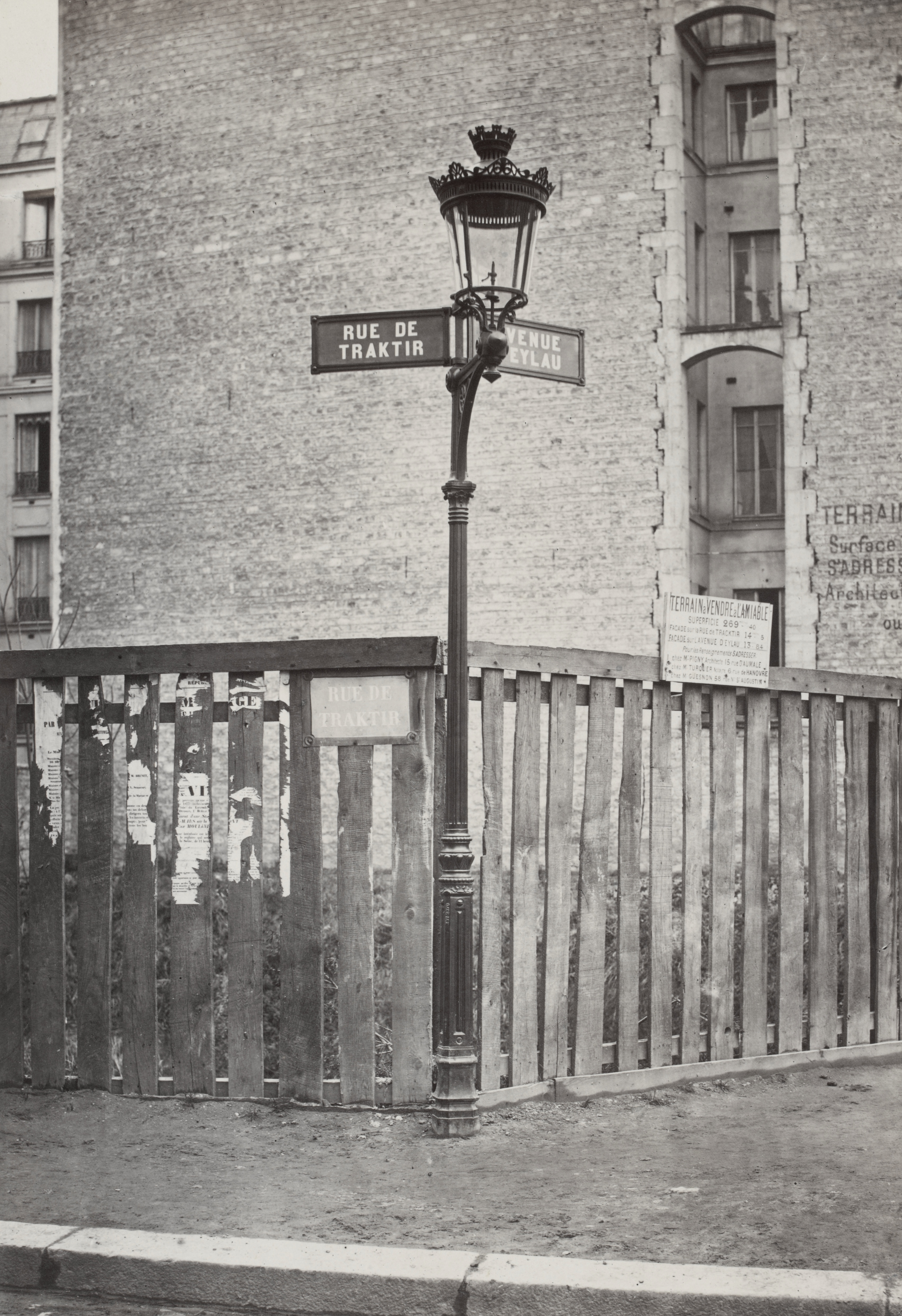
Plaque de l'avenue d'Eylau en 1878 (Victor-Hugo actuellement) au croisement avec la rue de Traktir (à ne pas confondre avec l'actuelle avenue d'Eylau).

L'avenue, dénommée « avenue Charles-X » jusqu’en 1830, « avenue de Saint-Cloud » jusqu’en 1864, puis « avenue d'Eylau », a pris le nom de Victor-Hugo le 28 février 1881, au lendemain du soixante-dix-neuvième anniversaire de l'écrivain.
Précédemment, c'était l'« avenue d'Eylau » (depuis 1885, une autre avenue d'Eylau existe dans l'arrondissement), antérieurement, l'« avenue de Saint-Cloud » et en 1840 la « route départementale no 64 ». L'église Saint-Honoré-d'Eylau qui la longe au coin de l'avenue et de la place du même nom, rappelle son ancienne dénomination.
Sa longueur exacte est de 1 825 mètres et sa largeur de 36 mètres (sa première partie, entre l'Étoile et la place Victor-Hugo, est plus large que la seconde, entre les places Victor-Hugo et Tattegrain). Elle est plantée d'arbres et ornée de la statue de Victor Hugo à son carrefour avec l'avenue Henri-Martin. Elle traverse la place Victor-Hugo.
Victor Hugo a vécu les dernières années de sa vie dans un hôtel de l'avenue qui, depuis 1881, portait son nom, au no 50, aujourd'hui le no 124. Ainsi lui adressait-on son courrier libellé : « À monsieur Victor Hugo, En son avenue, à Paris ». De 1881 à 1885, partant de la place de l'Étoile, l'avenue d'Eylau, amputée, s'arrêtait à l'avenue Victor-Hugo, qui commençait au no 1. En 1885, après le décès de l'écrivain, cette avenue d'Eylau est supprimée. La numérotation de l'avenue Victor-Hugo prolongée a alors été modifiée.

## Bâtiments remarquables et lieux de mémoire

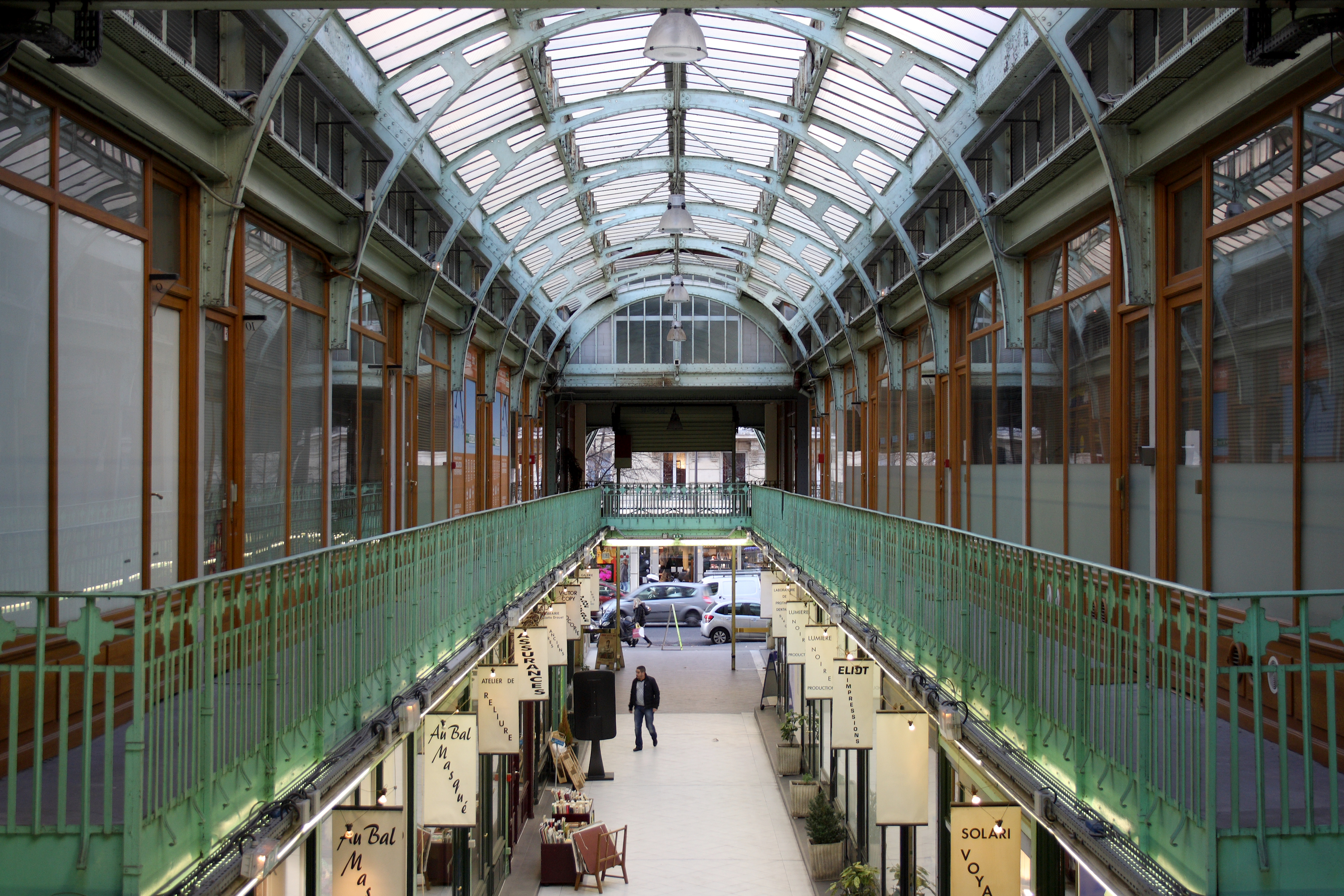
La galerie Argentine.

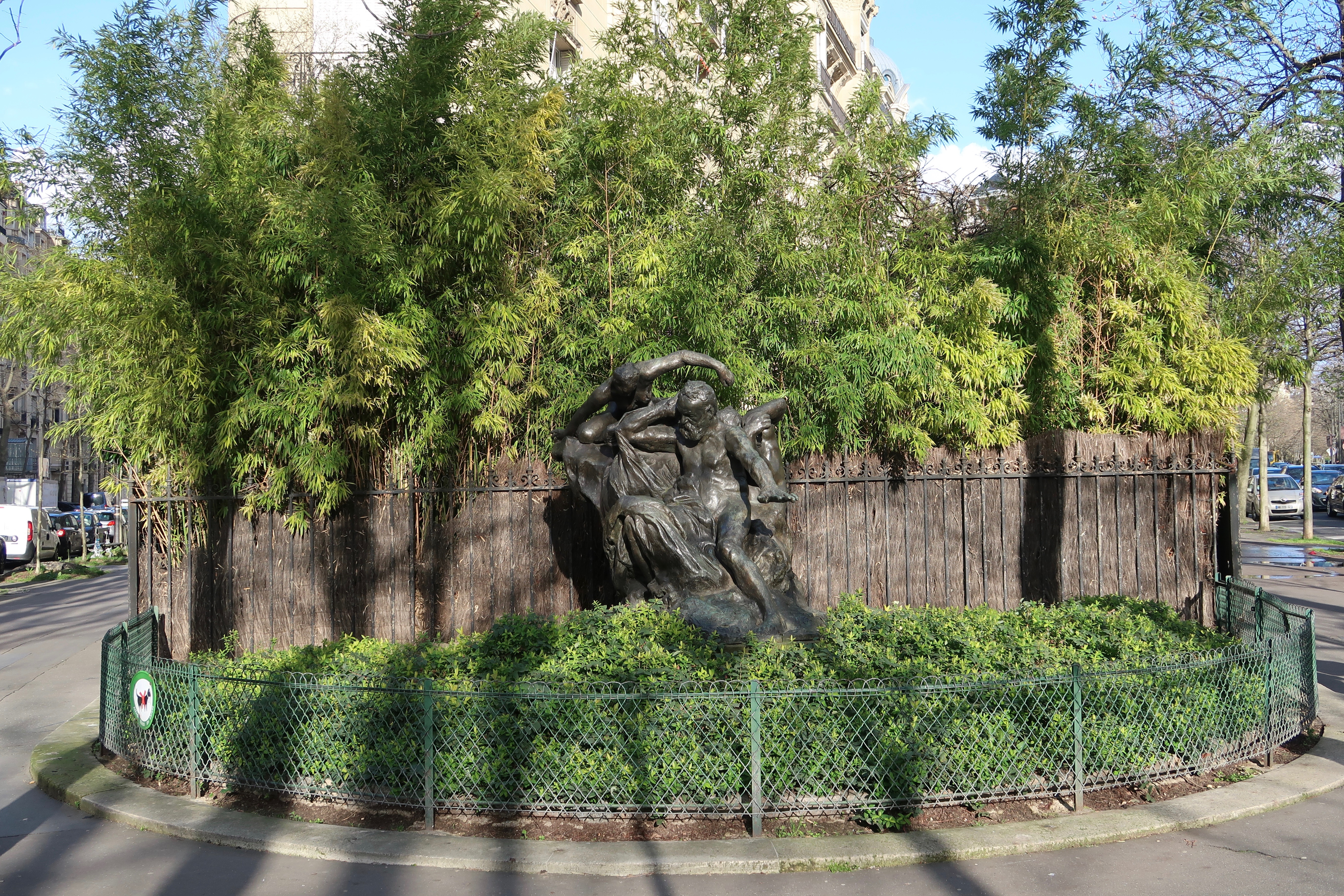
Statue d'Auguste Rodin à l'angle avec l'avenue Henri-Martin : Victor Hugo et les Muses (1909).

Cette avenue comporte plusieurs immeubles construits par le célèbre architecte Pierre Humbert.
- No 3 : Lysius Salomon, président de la république d'Haïti du 26 octobre 1879 au 10 août 1888, est mort ici le 19 octobre 1888.
- No 4 : restaurant et night-club L'Aventure, ouvert par la chanteuse Dani[5].
- No 5 : ici a vécu le juriste et économiste Ernest Lémonon[6].
- No 15 : Jacques Chaban-Delmas, homme d'État français des IVe et Ve Républiques, fut propriétaire d'un appartement à cette adresse jusqu'en 1994, ainsi que l'ancien président du Conseil Albert Sarraut, dans lequel il décéda en 1962[7].
- No 16 (angle rue de Traktir) : restaurant Prunier, inscrit au titre des monuments historiques en 1989, construit en 1925 par l’architecte Louis-Hippolyte Boileau. La décoration de la façade est l’œuvre du mosaïste Auguste Labouret. Le graveur sur verre Paul Binet, le dessinateur Léon Carrière et le sculpteur Le Bourgeois participent également à la décoration du lieu. Le restaurant est réhabilité en 1993 par l’architecte Yves Boucharlat[8].
C'est à la suite d'une soirée pantagruélique commencée chez Prunier que Marco Ferreri a l'idée de son film La Grande Bouffe (1973)[9].
En 2022, Prunier est repris par le chef Yannick Alléno[10].
- No 27 : anciennement restaurant Griffon, fermé dans les années 1950.
- No 33 : à cette adresse se trouve une propriété du clan du président gabonais Ali Bongo[11].
- No 39 : cet immeuble, conçu par l’architecte Charles Plumet en 1913, est l’une des dernières réalisations de l’Art nouveau[12].
- No 43 : atelier du peintre et photographe François Brunery de 1898 à 1912.
- No 50 : immeuble construit par Charles Plumet en 1901[13], comprenant à l’origine un appartement de huit pièces par étage d’une superficie de 409,80 m2[14].
- No 52 : ambassade d'Islande en France.
- No 56 (et 1 et 3, rue Leroux) : immeuble construit par les architectes Louis Chauvet et Alfred Coulomb sur un vaste terrain rectangulaire de près de 1 300 m2, conçu à l’origine pour deux grands appartements par étage[15].
- No 67 : domicile de Georges Mandel, de 1936 à 1940, après le 72, avenue Mozart. Plaque depuis 2020 ou 2021 au no 69.
- No 72 : domicile du résistant Jacques Arthuys. Une plaque lui rend hommage.
- No 87 : ambassade du Bénin en France.
- No 94 : Ignacy Paderewski, homme politique polonais et pianiste, a vécu de 1889 à 1906 à ce numéro. Une plaque lui rend hommage.
- No 95 : librairie Fontaine, ouverte en 1965. Enseigne faisant partie d'un réseau créé par Auguste Fontaine en 1834[16].
- No 101 : cinéma Cinéo, ouvert en 1912 et fermé en 1929[17].
- No 111 : galerie Argentine, conçue par Henri Sauvage et Charles Sarazin en 1904, sur une commande de Mayol de Sénillosa, galerie marchande de style Art nouveau[18].
- No 116 : immeuble où est né l'écrivain Louis Champeaux en 1890.
- No 117 : lycée Passy-Saint-Honoré[19] (un site annexe se trouve 26-28 rue Molitor, dans le même arrondissement[19]).
- No 122 : bâtiment élevé par Pierre Humbert.
- No 124 : édifice élevé en 1907 par l'architecte Pierre Humbert à la place de l'hôtel particulier loué à la princesse de Lusignan où était installé en 1878 Victor Hugo avec Juliette Drouet. La façade de cet édifice, où vécut le peintre Jules Ausset (1868-1955), comporte au fronton le visage de Victor Hugo sculpté par Fonquergne, qui remporta de ce fait plusieurs prix.
- No 131 bis, croisement de la rue Saint-Didier (no 65), au niveau de la place Jean-Monnet : le 16 janvier 1931 y ouvre le cinéma Victor-Hugo Pathé. La salle en sous-sol compte alors 809 places, dont 307 en balcon. Un bar est aussi installé à l'étage. Les films projetés sont de seconde exclusivité, c'est-à-dire qu'ils ont déjà été diffusés dans les cinémas de l'avenue des Champs-Élysées et des Grands Boulevards. Des travaux ont lieu en 1970 conduisant à la suppression du balcon ; la salle compte dès lors 300 places. Les films y sont alors projetés en exclusivité mais le cinéma pâtit d'une fréquentation en baisse dans les années 1980, aboutissant à sa fermeture le 29 juillet 1986. Le site accueille désormais un magasin de surgelés. L'immeuble d'origine a néanmoins été conservé[20],[21].
- No 147 : Institut supérieur de gestion.
- No 149 : office culturel du Koweït.
- No 155 : square Thiers, voie privée.
- No 167 : bâtiment élevé en 1911 par l'architecte Pierre Humbert pour sa famille.
- No 170 : immeuble dans lequel vivait en 1960 la famille d'Éric Peugeot, enlevé contre rançon en 1960.
- No 172 : boucherie Lamartine, établissement classé en 1984[22].
- No 173 : ambassade du Nigeria en France.
- No 177 : avenue de Montespan, voie privée.
- No 179 (et nos 2-2 bis, avenue de Montespan) : immeuble de style Art nouveau construit en 1909 par l’architecte Paul Robine, signé en façade[23] ; sur le plan architectural, le bâtiment offre un double visage : immeuble de rapport sur l’avenue Victor-Hugo et hôtel particulier, avec jardin et cour d’honneur, côté avenue de Montespan. Anciennement (jusqu’en juin 2018) : locaux du  centre culturel zoroastrien. C’est en 2021 un immeuble de bureaux, restructuré récemment.
- Nos 181-183 : lors de son arrivée à Paris en 1969, le chanteur Mike Brant s'y installe. En 2018, une place Mike-Brant est inaugurée à proximité en sa mémoire[24].
- No 191 : square Lamartine, voie et espace vert.
- Au croisement avec l'avenue Henri-Martin se trouve une statue d'Auguste Rodin : Victor Hugo et les Muses (1909) ; elle est inaugurée en 1964. Une autre version se trouve au musée Rodin[25],[Note 1].
- En raison du caractère bourgeois de ce quartier, le chanteur Pierre Perret place dans l'avenue Victor-Hugo l'action (mettant en scène une bonne espagnole) de l'un des couplets de sa chanson des années 1960, La Corrida.

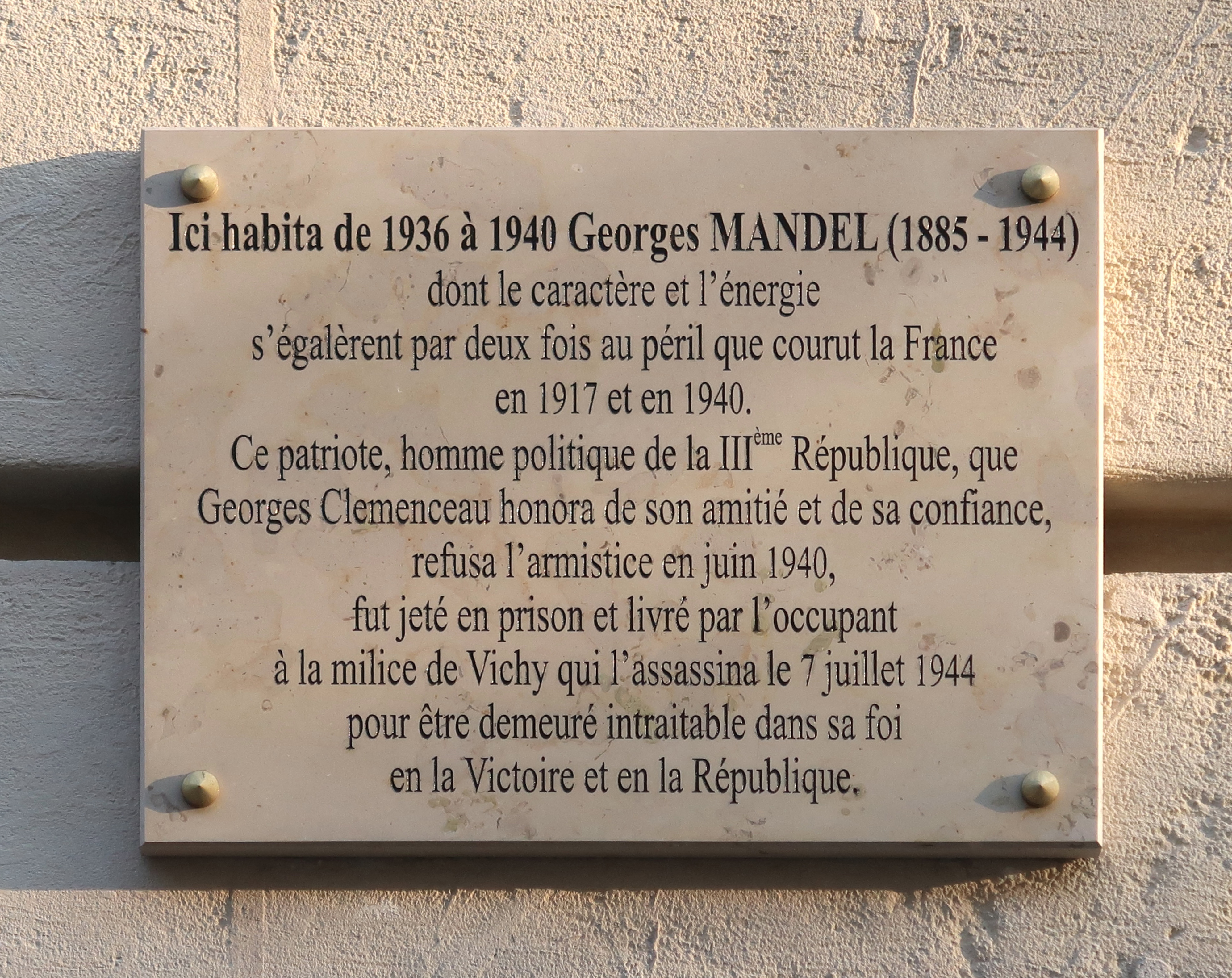
Plaque au no 69.
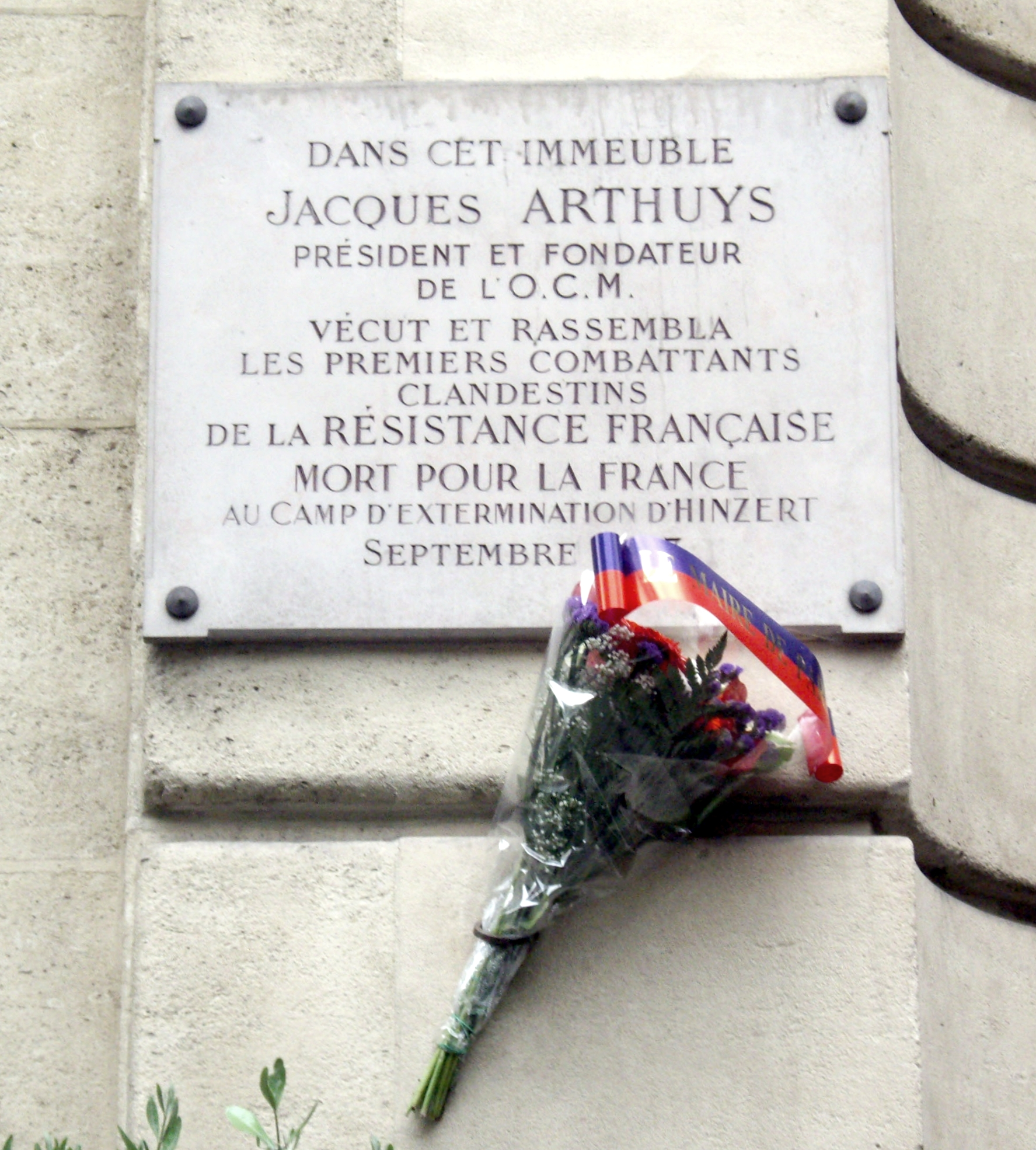
Plaque au no 72.
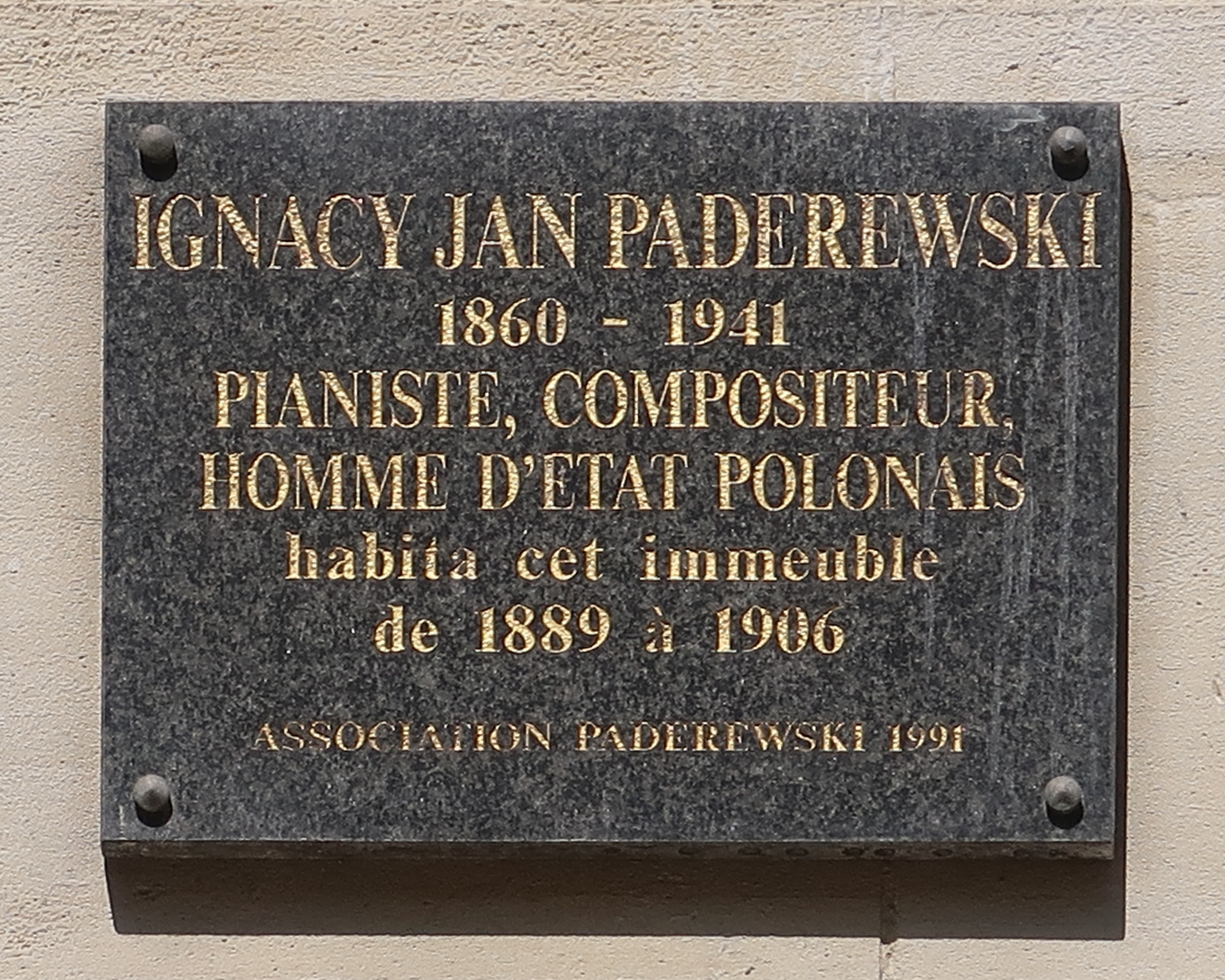
Plaque au no 94.
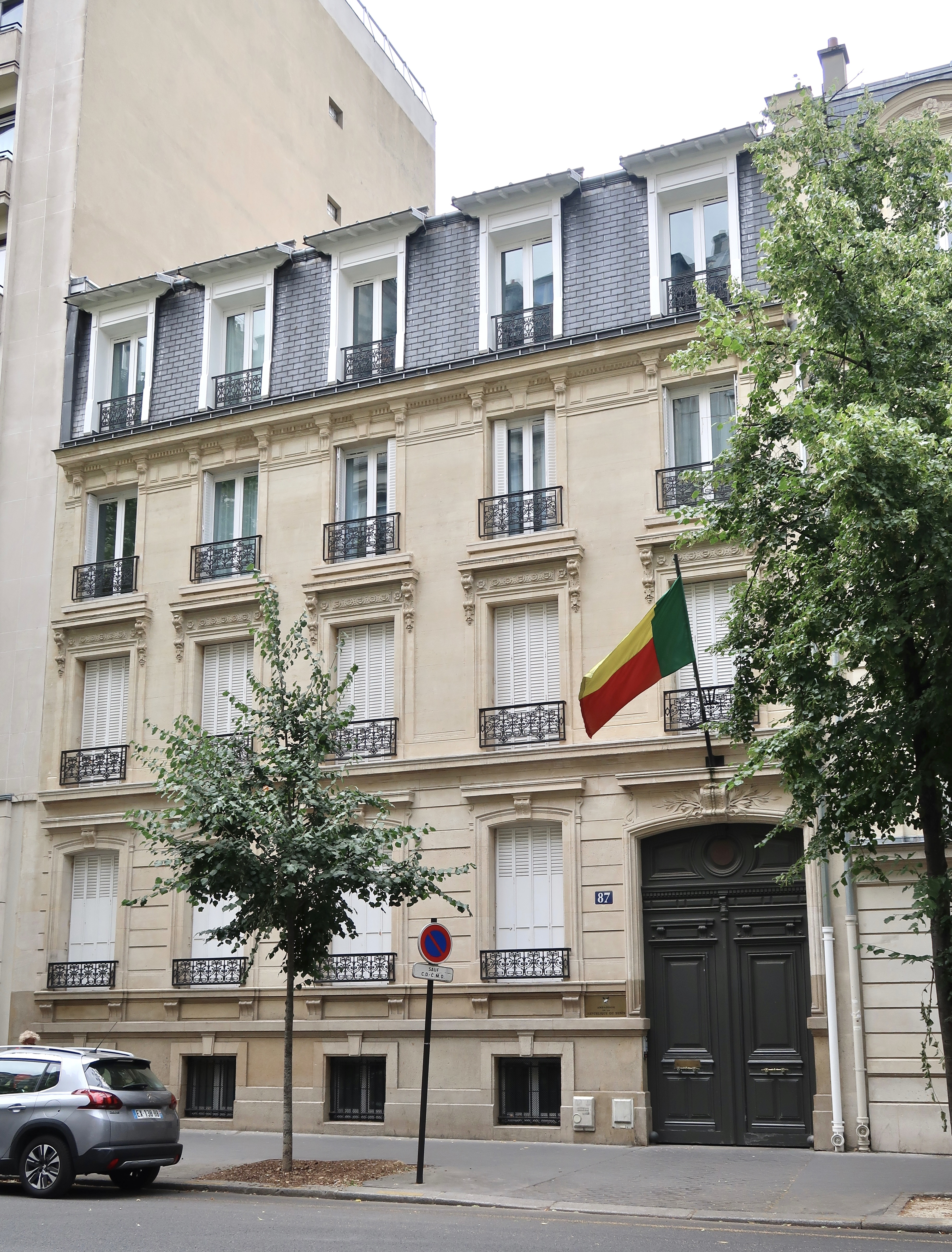
No 87.
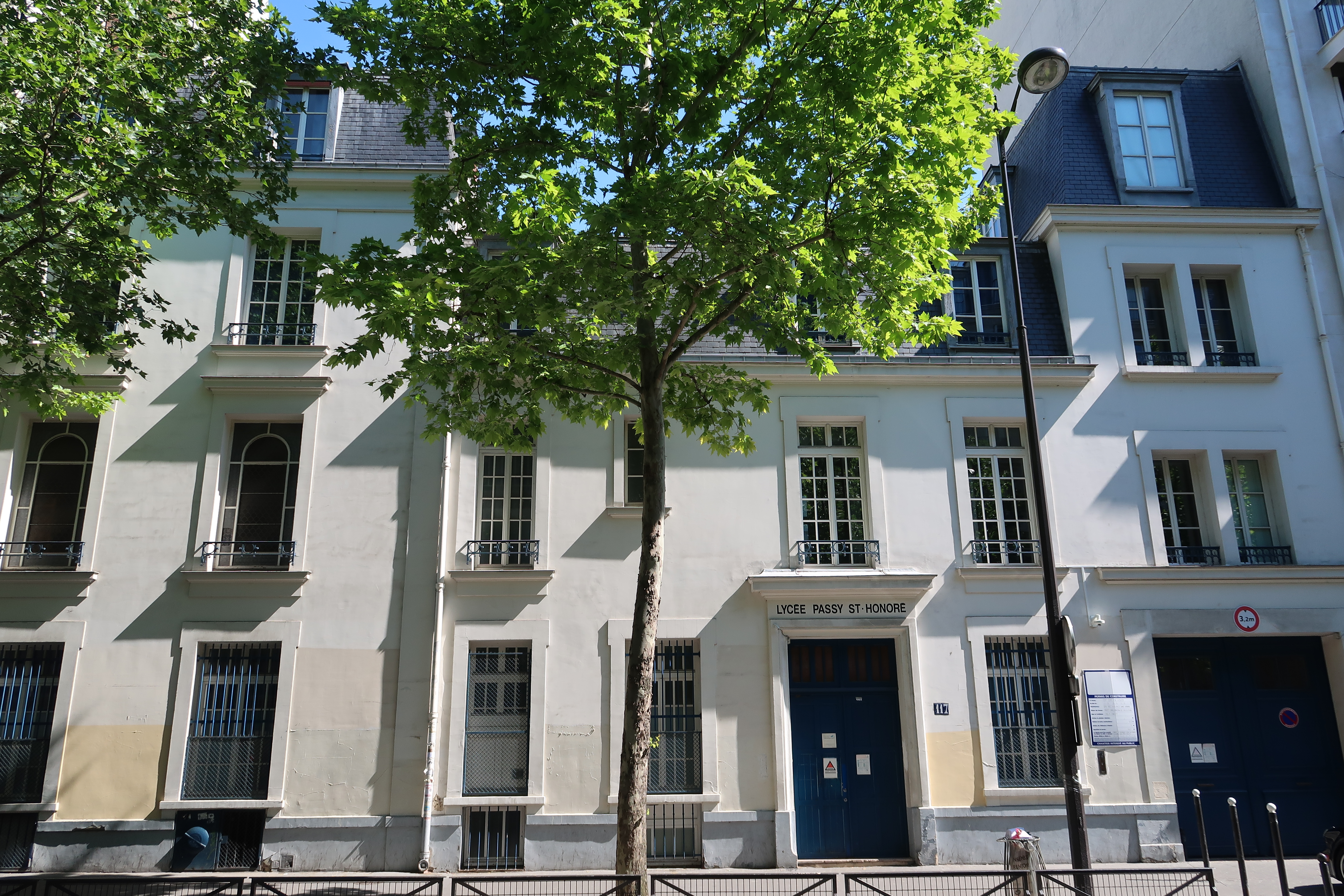
No 117.
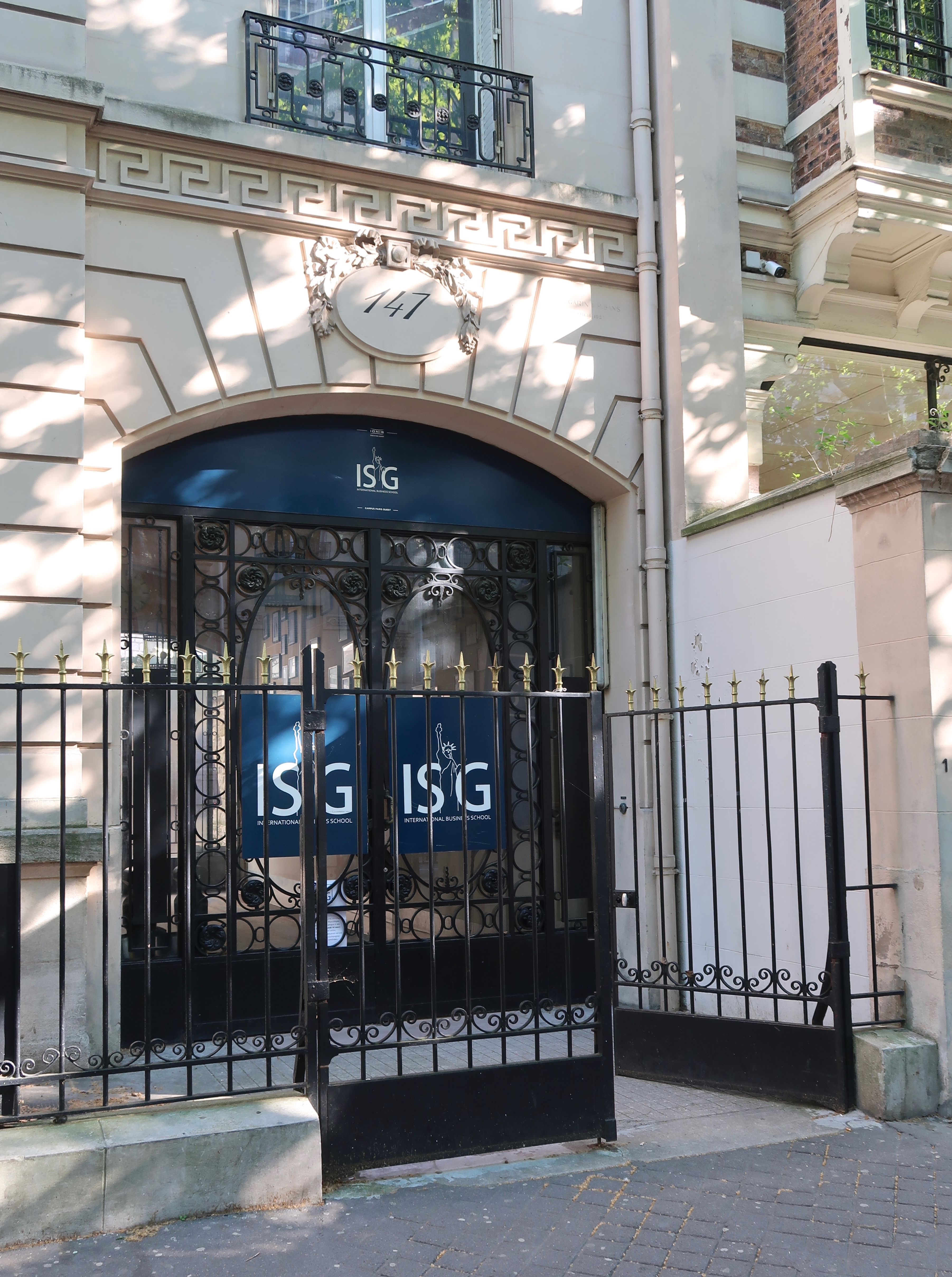
No 147.
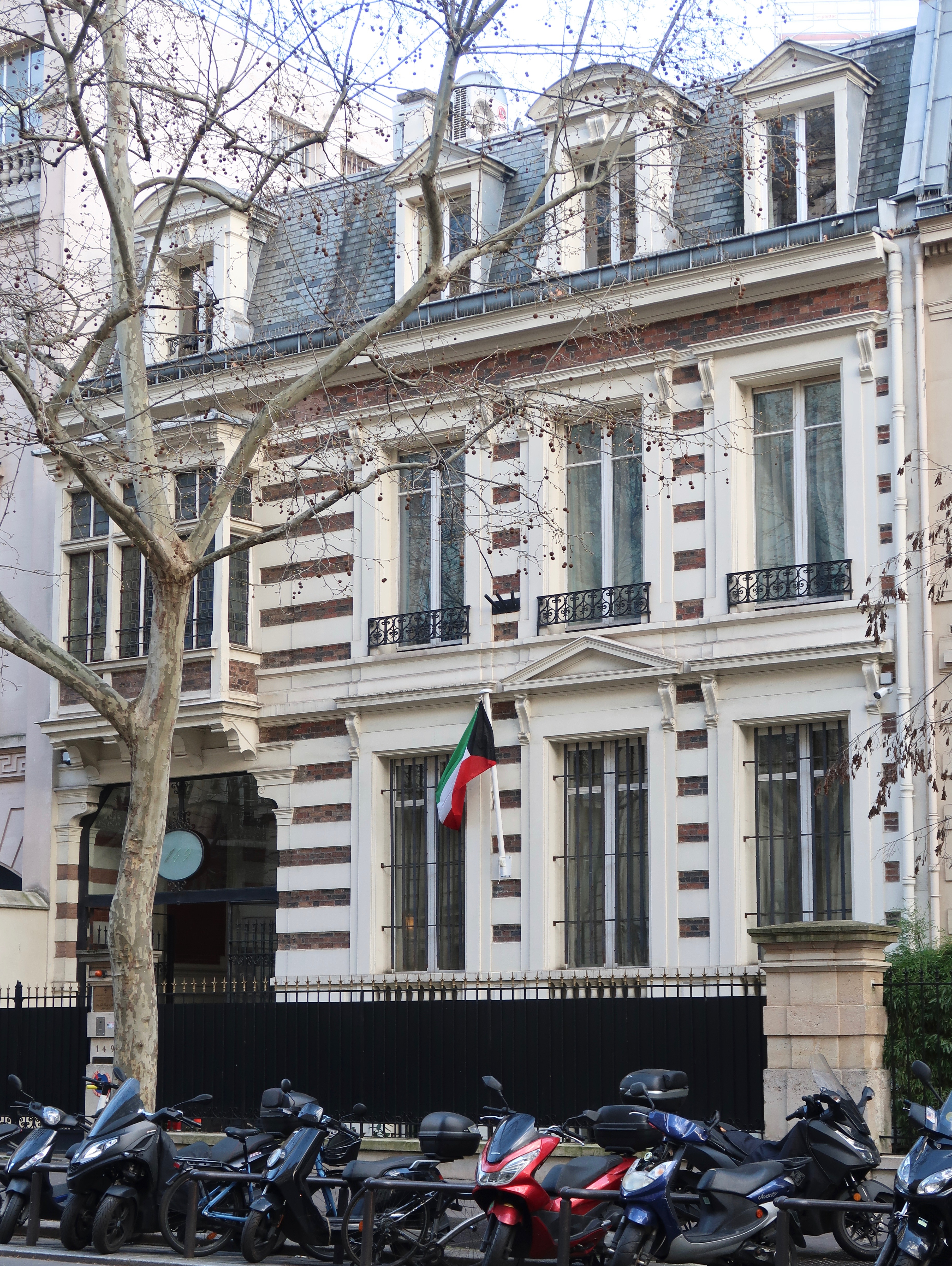
No 149.
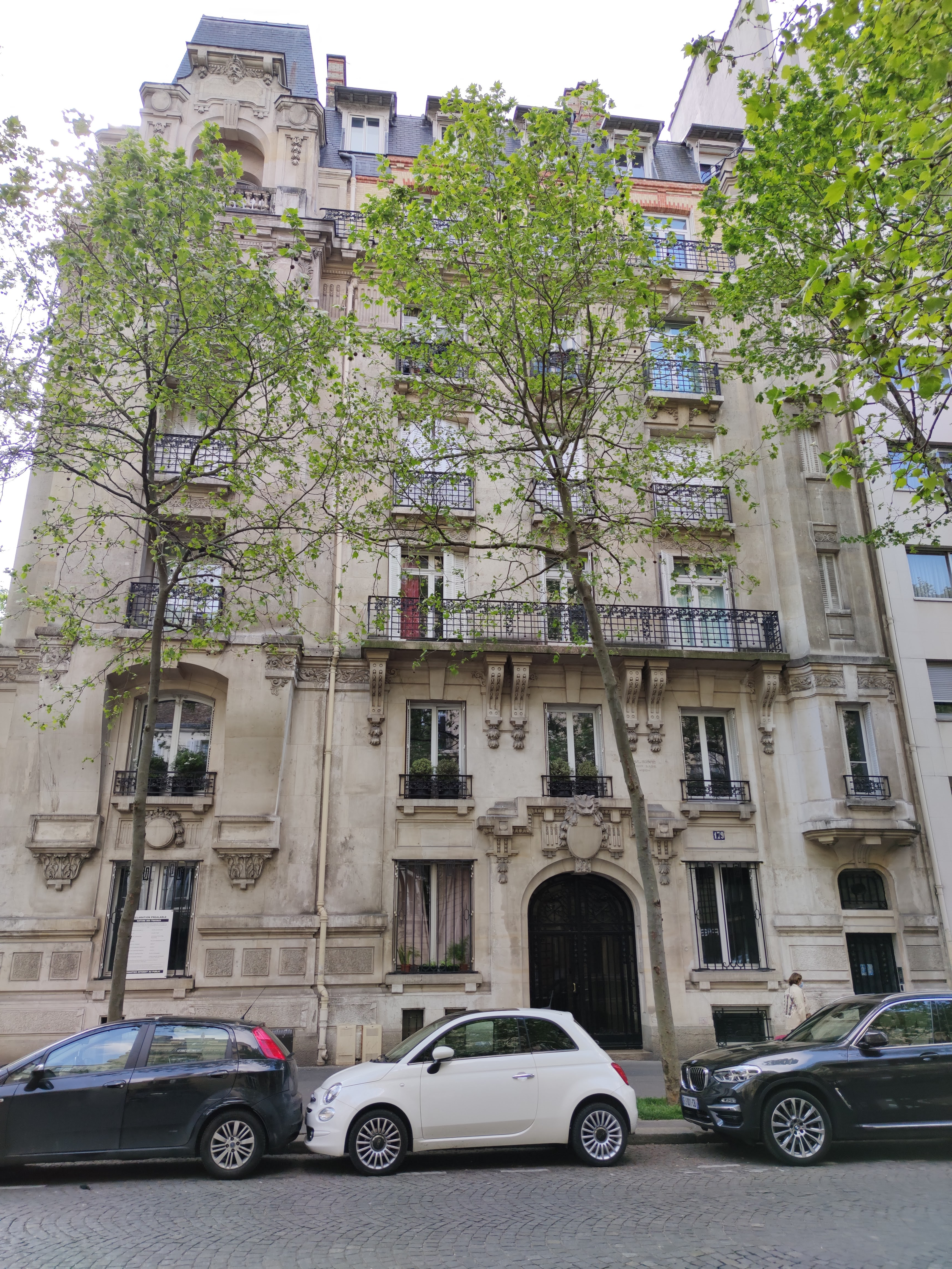
No 179.
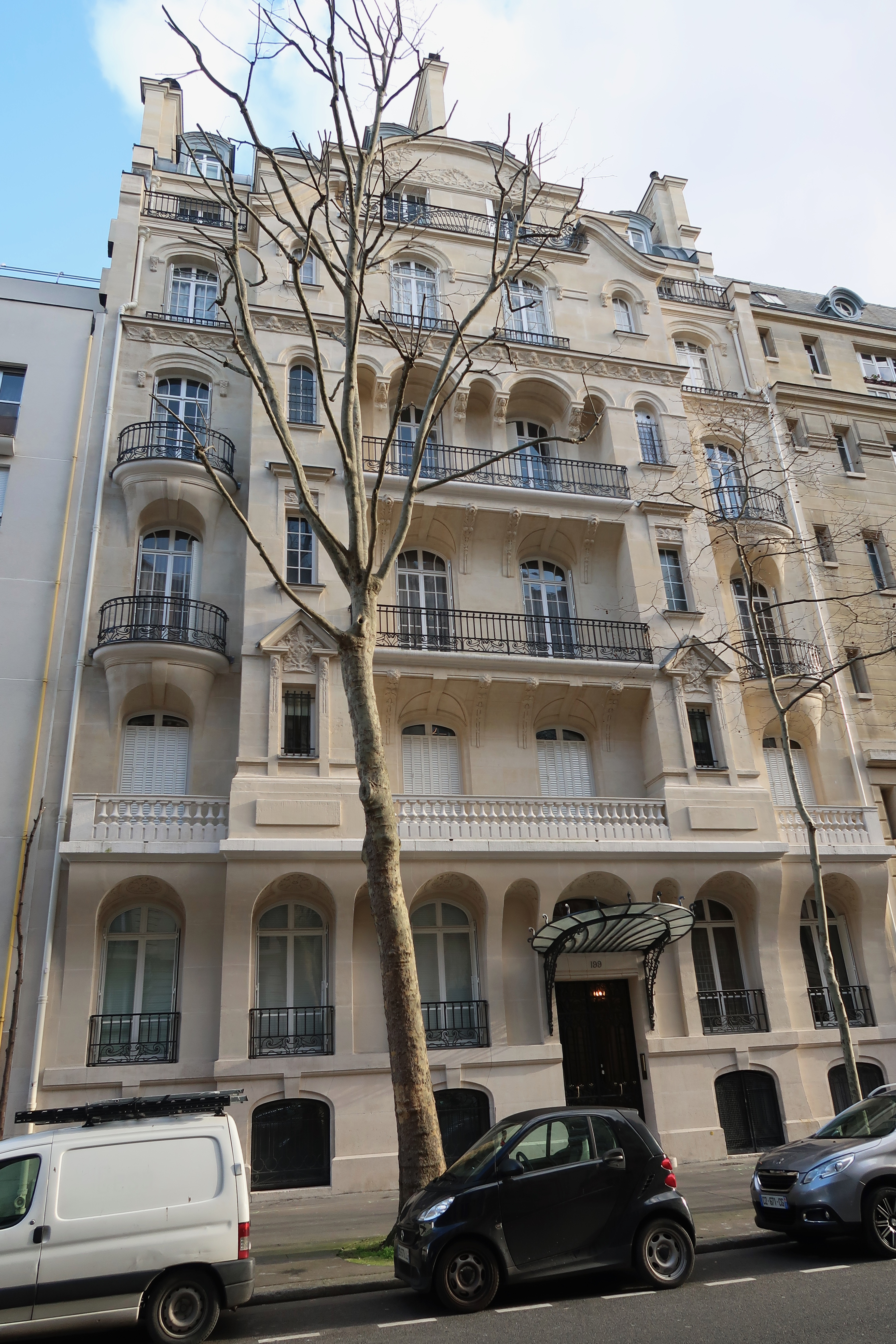
No 199.